# Profundiscrobis
Profundiscrobis is een geslacht van vliesvleugeligen uit de familie Encyrtidae. De wetenschappelijke naam van dit geslacht is voor het eerst geldig gepubliceerd in 2001 door Zhang & Huang.

## Soorten
Het geslacht Profundiscrobis is monotypisch en omvat slechts de volgende soort:
- Profundiscrobis flagelliformis Zhang & Huang, 2001